# Carlo Maria Cipolla
Carlo Maria Cipolla o, más frecuentemente, Carlo Cipolla (15 de agosto de 1922 - 5 de septiembre de 2000) fue un historiador económico italiano. Con un enfoque humanista y en ocasiones humorístico, mostró interés, más allá de hechos materiales y cifras concretas, por las causas que a lo largo de la historia llevan a determinadas situaciones económicas y sociales. Fue también conocido por sus artículos sobre la superpoblación y un ensayo satírico sobre la estupidez humana.

## Biografía
Carlo Cipolla nació el año 1922 en Pavía, hijo de Manlio Cipolla y de Bianca Bernardi. En su juventud quería ser profesor de historia y filosofía, y decidió ingresar en la facultad de Ciencias Políticas de la Universidad de Pavía. Se graduó y luego continuó como catedrático. Gracias al profesor Franco Borlandi, especialista en historia económica medieval, descubrió su pasión por la historia de la economía, así que prosiguió sus estudios en la Universidad de París y luego en la London School of Economics, donde se licenció en 1948.
Obtuvo su primer puesto de profesor de historia económica en Catania a la edad de 27 años, dando inicio a una larga carrera académica tanto en Italia (Venecia, Turín, Pavía, Pisa y Fiesole) como en el extranjero. En 1953 viajó a los Estados Unidos con una beca Fulbright y en 1957 se convirtió en profesor visitante en la Universidad de California en Berkeley, de la que dos años más tarde pasó a ser catedrático. Tras ser recibido como miembro en diversas academias prestigiosas, en 1995 recibió el premio Balzan.

## Teoría de la estupidez

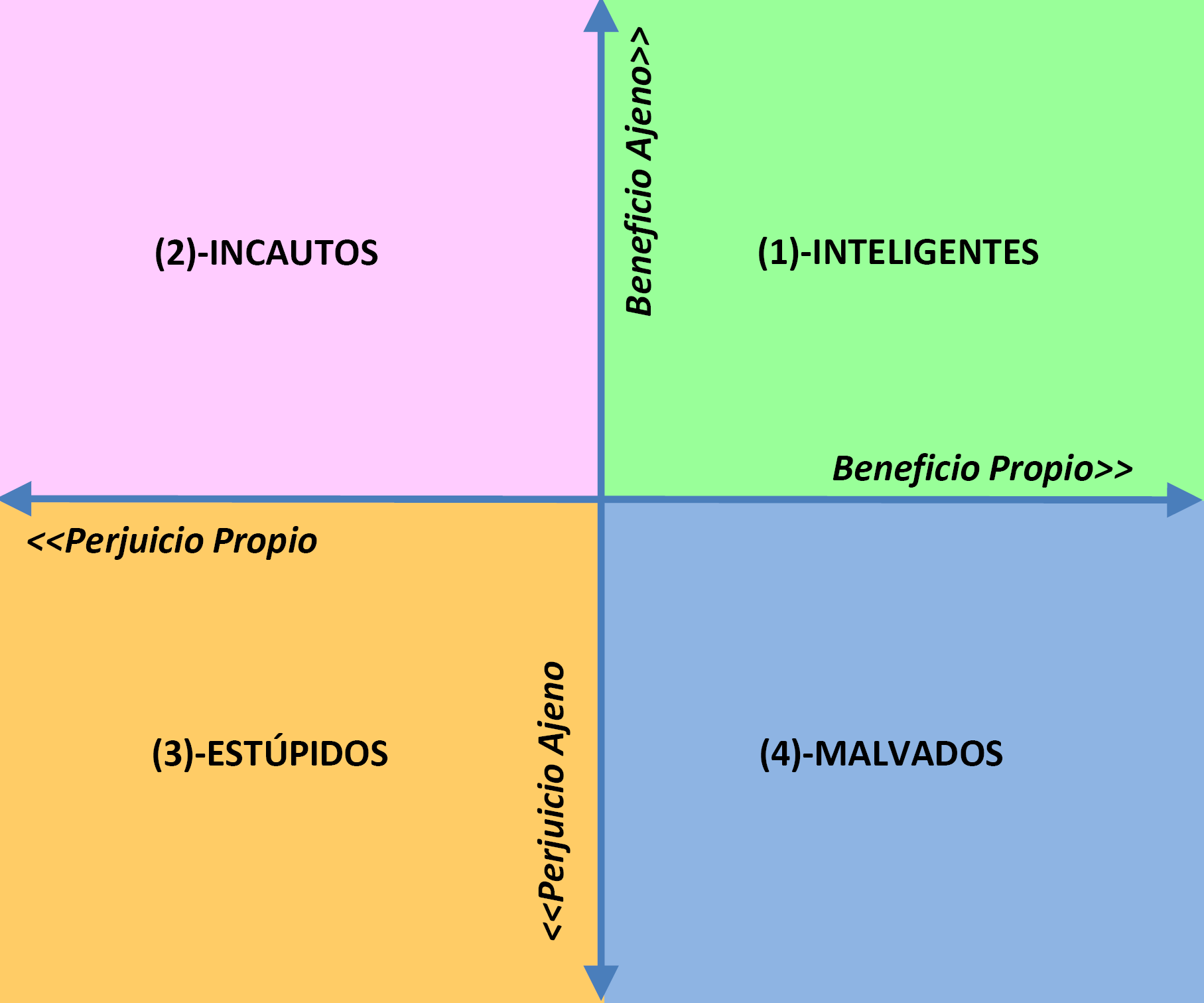
Gráfico del comportamiento humano según Cipolla, de su libro Allegro ma non troppo

Cipolla exploró el controvertido tema de la estupidez formulando su famosa teoría de la estupidez humana, expresada por primera vez en su ingenioso ensayo breve de 1988 titulado Allegro ma non troppo.
En este escrito, Cipolla desarrolla una visión de la gente estúpida como un grupo más poderoso que grandes organizaciones como la mafia, el complejo industrial-militar, o la Internacional Comunista. El grupo de los estúpidos, sin reglamentaciones, líderes o manifiestos, consigue ejercer un gran efecto con una coordinación increíble.
En el mismo libro pueden encontrarse las leyes fundamentales de la estupidez:
1. Siempre e inevitablemente cualquiera de nosotros subestima el número de individuos estúpidos en circulación.
2. La probabilidad de que una persona dada sea estúpida es independiente de cualquier otra característica propia de dicha persona.
3. Una persona es estúpida si causa daño a otras personas o grupo de personas sin obtener ganancia personal alguna o, incluso peor, perjudicándose a sí misma.
4. Las personas no estúpidas siempre subestiman el potencial dañino de la gente estúpida; constantemente olvidan que en cualquier momento, en cualquier lugar y en cualquier circunstancia asociarse con individuos estúpidos constituye invariablemente un error costoso.
5. Una persona estúpida es el tipo de persona más peligrosa que puede existir.

Por deducción, de la tercera ley, Cipolla identifica dos factores importantes cuando se explora la conducta humana:
- Beneficios y pérdidas que un individuo se causa a sí mismo
- Beneficios y pérdidas que un individuo causa a los otros

Creando un gráfico en el que se coloca el primer factor en el eje X y el segundo en el eje Y, se pueden obtener cuatro grupos de individuos:
1. Inteligentes: benefician a los demás y se benefician a sí mismos.
2. Incautos: benefician a los demás y se perjudican a sí mismos.
3. Estúpidos: perjudican a los demás y se perjudican a sí mismos.
4. Malvados: perjudican a los demás y se benefician a sí mismos.
Para Cipolla, desde el punto de vista estrictamente económico y utilitarista, un malvado es preferible a un estúpido, puesto que las actividades del malvado a la postre significan que algunos bienes cambian de manos, mientras que de las actividades de los estúpidos no se obtiene beneficio para nadie.
Esta línea de pensamiento está relacionada con las reflexiones del economista británico del siglo XIX Jeremy Bentham (1748-1832), el primero en intentar cuantificar la utilidad que reportan a la sociedad las acciones de los gobiernos que la dirigen.

## Obras
- Studi di Storia della Moneta (1948)
- Mouvements monétaires dans l'Etat de Milan (1951)
- Money, Prices and Civilization (1956)
- L' avventura della lira (1958)
- Storia dell'economia italiana: Saggi di storia economica (1959)
- Historia Económica de la Población Mundial (Economic History of World Population) (1962)
- Guns and Sails in the Early Phase of European Expansion (1965)
- Clocks and Culture (1967)
- Literary and Development in the West (1969)
- The economic decline of empires (1970)
- European culture and overseas expansion (1970)
- Economic History of Europe (1979)
- The technology of man: A visual history (1980)
- Fighting the Plague in Seventeenth Century Italy (1981)
- The Monetary Policy of Fourteenth Century Florence (1982)
- Allegro ma non troppo (1988)
- Between Two Cultures: An Introduction to Economic History (1992)
- Before the Industrial Revolution: European Society and Economy, 1000-1700 (1994)
- Tres historias extravagantes (1994) (Tre storie extravaganti)

### Traducidas
Casi toda su obra ha sido traducida al español. A continuación se recogen, por orden alfabético de títulos, los datos bibliográficos de las obras registradas en la Agencia Española del ISBN (en caso de reedición, se anota la última).
- Allegro ma non troppo (Pons Irazazábal, María, trad.). Crítica. 2007. ISBN 978-84-8432-907-7.
- Cañones y velas en la primera fase de la expansión europea (Pontón Gonzáles, Gonzalo, trad.). Ariel. 1967. ISBN 978-84-344-2910-9.
- Contra un enemigo mortal e invisible (Carol Gres, Mireia, trad.). Crítica. 1993. ISBN 978-84-7423-573-9.
- La decadencia económica de los imperios (Elliott, J. H.; Vilar, Pierre; Paredes Larrucea, Blanca; Giralt i Raventós, Emili, trads.). Ariel. 2022. ISBN 978-84-1362-666-6.
- Educación y desarrollo en Occidente (Abad Silvestre, Ángel, trad.). Ariel. 1983. ISBN 978-84-344-1007-7.
- Entre la historia y la economía: introducción a la historia económica (Pérez Millán, Juan Antonio, trad.). Crítica. 1991. ISBN 978-84-7423-503-6.
- El gobierno de la moneda: ensayos de historia monetaria (Viranio, Juan, trad.). Crítica. 1994. ISBN 978-84-7423-645-3.
- Cipolla, Carlo M., ed. (1992). Historia económica de la Europa preindustrial. vols. 1-9. Alianza. ISBN 978-84-344-6522-0.
- Historia económica de la Europa preindustrial (Benítez, Esther, trad.). Alianza. 1992. ISBN 978-84-206-2302-3.
- Historia económica de la población mundial (Beltrán, Jordi, trad.). Crítica. 1989. ISBN 978-84-7423-068-0.
- Las leyes fundamentales de la estupidez humana (Pons Irazazábal, María, trad.). Crítica. 2013. ISBN 978-84-9892-581-4.
- Las máquinas del tiempo y de la guerra: estudios sobre la génesis del capitalismo (Martínez Ruiz, Antonio; Pontón Gómez, Gonzalo, trads.). Crítica. 2017. ISBN 978-84-16771-74-5.
- La odisea de la plata española: conquistadores, piratas y mercaderes (Pons Irazazábal, María, trad.). Crítica. 1999. ISBN 978-84-7423-950-8.
- Pequeñas crónicas (Pons Irazazábal, María, trad.). Crítica. 2011. ISBN 978-84-9892-218-9.
- Quién rompió las rejas de Monte Lupo (Martín, Francisco, trad.). El Aleph. 1984. ISBN 978-84-85501-65-6.
- Tres historias extravagantes (Gil Aristu, José Luis, trad.). Alianza. 2022. ISBN 978-84-1362-722-9.